# Falkensee
Falkensee est une ville d'Allemagne située dans le Land du Brandebourg et l'arrondissement du Pays de la Havel.

## Situation
Le toponyme de la ville, Falkensee, est le regroupement des noms de deux cités, « Falkenhagen » et « Seegefeld », qui se sont unies pour ne former qu'une seule commune. Les documents les plus anciens témoignant de l'existence de ces deux cités remontent aux années 1265 pour Seegefeld et 1336 pour Falkenhagen.
Falkensee borde une grande étendue d'eau, le lac de Falkenhagen, qui est alimenté notamment par les eaux du canal Havel.

## Histoire

### Les origines
Seegefeld fut mentionnée pour la première fois en 1265 et Falkenhagen en 1336. Falkenhagen fut plusieurs fois victime d'incendies destructeurs. Une première fois le 12 avril 1675, puis 1806 pour toute sa partie nord. Un dernier incendie de la sorte se produisit en 1833. Presque l'intégralité de la ville fut rasée. C'est pour cette raison que les sources de documents précédant ces incendies sont très rares.
En 1898, une banque acheta la quasi-totalité de la commune. C'est ainsi que naquit l'actuel quartier de Finkenkrug. Aux alentours de 1920, on observa la première croissance démographique des communes voisines à Berlin.

### Au temps du national-socialisme
En 1943 fut installé un camp de prisonniers à la limite est de la ville.
À l'origine, des bâtiments furent construits en 1938 pour accueillir 650 cheminots, jusqu'à ce qu'ils soient loués pour accueillir des bureaux administratifs. C'est à cette époque que furent aussi élevés des annexes et un bâtiment pour les prisonniers de guerre. Sous le Troisième Reich, on y interna plus de 2 500 prisonniers étrangers.
Vers 1943, le camp comprenait en permanence « environ 10 000 déportés » issus de tous les pays de l'Europe et de toutes les origines : résistants, réfractaires au régime national-socialiste, condamnés de droit commun, déportés raciaux, etc. L'espérance de vie sur un an ne dépassait pas 50 % et les survivants connurent une déchéance physique particulièrement prématurée. En mars et avril 1945, les détenus mouraient de faim. À l'approche des armées soviétiques, les détenus négocièrent avec le commandement allemand la libération du camp. Le 24 avril 1945 les Allemands abandonnaient le camp. Le 26 avril à 8 heures, les soldats soviétiques libéraient définitivement le camp.
On y organisa des travaux forcés sur les chemins de fer et surtout dans une usine d'armement.

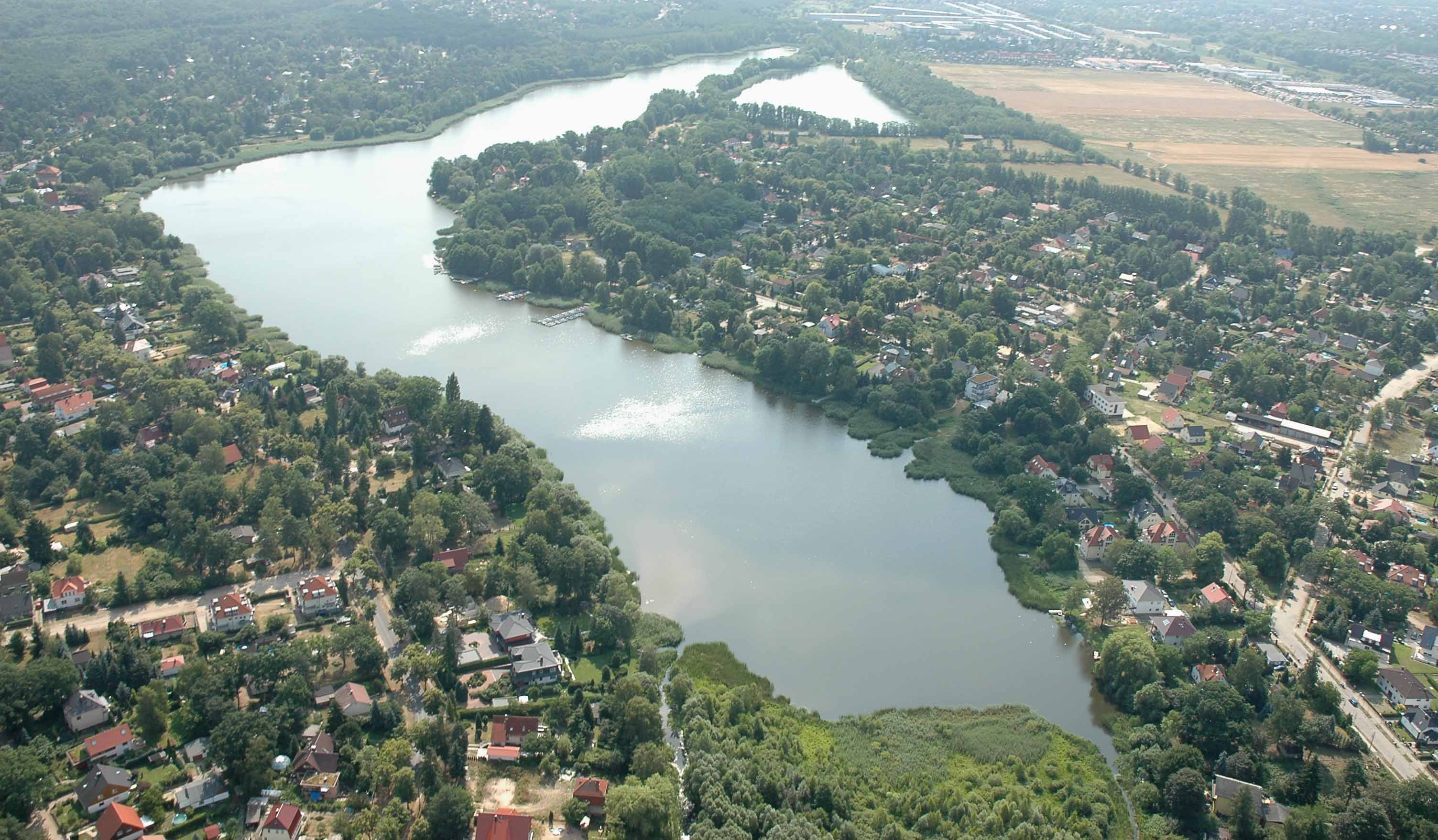
Falkensee et le lac de Falkenhagen.

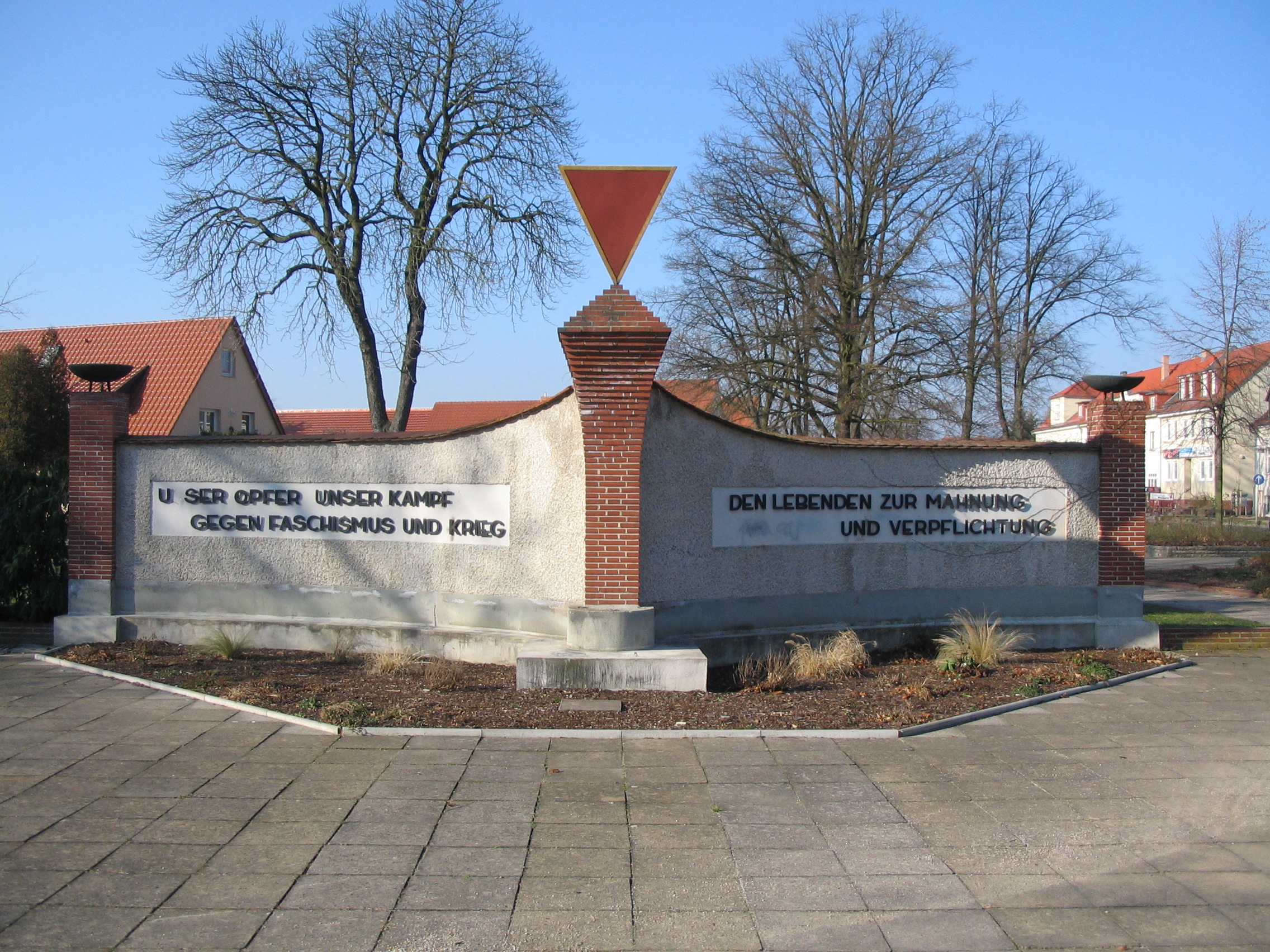
Mémorial aux victimes du fascisme.

## Personnalités liées à la ville
- Wolfgang Riedel (1929-2007), arbitre né à Finkenkrug.
- Ingo Voge (1958-), bobeur né à Falkensee.